# موهبة إينونو
موهبة إينونو (22 سبتمبر 1897-29 فبراير 1992) كانت السيدة الأولى لتركيا من 11 نوفمبر 1938 حتى 27 مايو 1950 أثناء رئاسة زوجها عصمت إينونو.

## السنوات المبكرة
ولدت في 22 سبتمبر 1897 في حي السليمانية بمنطقة الفاتح في اسطنبول. توفي والدها بمرض السل حيث كانت تبلغ من العمر ثلاث سنوات. بعد فترة وجيزة، توفي شقيقها أيضًا. بعد الخسائر في الأسرة، انتقلت والدة موهبة معها إلى منزل الجد، حيث ترعرعت في ذلك الوقت. تركت المدرسة الثانوية بعد الصف الأول بسبب قرار الأسرة.
تزوجت في 13 أبريل 1916 من مصطفى عصمت، ضابط في الجيش العثماني برتبة عقيد (بالتركية العثمانية: ميرالاي). بعد 21 يومًا، غادر زوجها إلى الجبهة في موقع الشرق الأوسط للحرب العالمية الأولى للعودة إلى المنزل فقط بعد إبرام هدنة مودروس في 30 أكتوبر 1918.

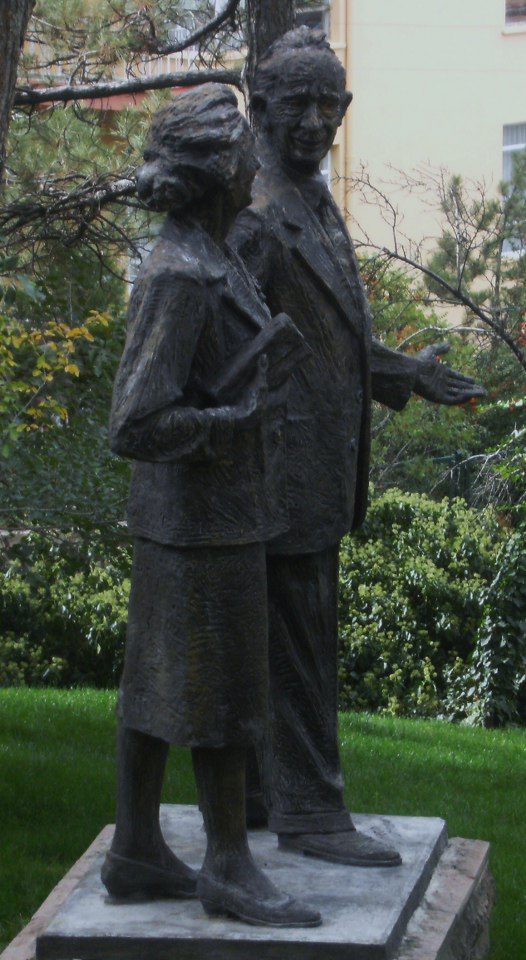
تماثيل مفيهي وعصمت إينونو لمتين يوردانور في حديقة بيمبي كوشك، أنقرة.

ولد الابن الأول للزوجين في عام 1919. ذهب مصطفى عصمت في عام 1920 إلى الأناضول للانضمام إلى حرب الاستقلال التركية. بصفتها زوجة ضابط، حكمت عليه الإدارة العثمانية بالإعدام لتورطه في المقاومة الوطنية، انتقلت مويهبة مع أفراد أسرتها إلى مسقط رأس زوجها ملاطية، وبقيت هناك في سنوات النضال. توفي ابنها عزت عام 1921 خلال تلك الفترة.
استقرت العائلة في إزمير بعد فترة وجيزة من استعادتها من قبل القوات التركية في 9 سبتمبر 1922. خلال مفاوضات معاهدة لوزان التي استمرت أحد عشر أسبوعًا اعتبارًا من نوفمبر 1922، رافقت زوجها في سويسرا، الذي كان رئيس الوفد التركي  لاتفاقية لوزان. في عام 1924، أنجبت ابنها الثاني عمر. في ذلك العام، انتقلت إلى بيمبي كوشك في أنقرة، والتي اشتراها زوجها حديثًا.  أصبح القصر منزلهم حتى عام 1975. في عام 1926، ولد ابنهما الثالث إردال، ثم في عام 1930 ولدت ابنة الزوجين أوزدن. زارت موهبة إينونو عدة أماكن بما في ذلك أثينا وموسكو وروما بصفتها زوجة رئيس الوزراء.
في عام 1934، دخل قانون اللقب حيز التنفيذ. حصل مصطفى عصمت وأفراد عائلته على اسم عائلة إينونو تكريما لمعركتي إينونو الأولى والثانية، وكان قائدا منتصرا ـ.

## السيدة الأولى
بعد وفاة مصطفى كمال أتاتورك في 10 نوفمبر 1938، مؤسس وأول رئيس للجمهورية التركية، انتخب عصمت إينونو رئيسًا في اليوم التالي. انتقلت موهبة إينونو بعد ذلك بصفتها السيدة الأولى إلى تشانكايا كوشكو، المقر الرئاسي الرسمي، حيث مكثت حتى 27 مايو 1950.

## اهتمامات شخصية
عُرفت بأنها امرأة مهذبة وأنيقة شاركت في تأسيس (جمعية الإنسانيين) في عام 1928 وفي عام 1949(اتحاد النساء التركيات). في عام 1983، أسست هي وأولادها مؤسسة إينونو تكريماً لوالدهم الراحل عصمت إينونو. وأصبحت أول رئيسة لمجلس أمناءها . 

## السنوات الاخيرة
خسرت موهبة إينونو  زوجها الذي توفي في  25 ديسمبر 1973 بعد ان لعب دورًا طويلًا ومهمًا في السياسة التركية. في 20 يوليو 1991، دخلت المستشفى العسكري جاتا في أنقرة، حيث توفيت في 29 فبراير 1992. دفنت في مقبرة جبه جي عصري في أنقرة.